# Habropogon
Habropogon är ett släkte av tvåvingar som ingår i familjen rovflugor.

## Dottertaxa tillHabropogon, i alfabetisk ordning[1]
- Habropogon aegyptius
- Habropogon aerivagus
- Habropogon albibarbis
- Habropogon appendiculatus
- Habropogon bacescui
- Habropogon balachowskyi
- Habropogon bipartitus
- Habropogon capensis
- Habropogon carthaginiensis
- Habropogon cochraneae
- Habropogon decipiens
- Habropogon deserticola
- Habropogon distipilosus
- Habropogon doriae
- Habropogon elegantulus
- Habropogon exquisitus
- Habropogon francoisi
- Habropogon fulvulus
- Habropogon hauseri
- Habropogon hessei
- Habropogon hilaryae
- Habropogon karooensis
- Habropogon latifrons
- Habropogon lineatus
- Habropogon longiventris
- Habropogon malkovskii
- Habropogon mesasiaticus
- Habropogon montanus
- Habropogon namibiensis
- Habropogon odontophallus
- Habropogon parappendiculatus
- Habropogon pertusus
- Habropogon prionophallus
- Habropogon pyrrhophaeus
- Habropogon rubriventris
- Habropogon rufulus
- Habropogon scheno
- Habropogon senilis
- Habropogon similimus
- Habropogon simillimus
- Habropogon spissipes
- Habropogon striatus
- Habropogon theodori
- Habropogon tricolor
- Habropogon verticalis
- Habropogon vittatus